# Piotr Krępa
Piotr Krępa (ur. 21 czerwca 1994 w Mielcu) – polski piłkarz ręczny, obrotowy, zawodnik Stali Mielec.

## Kariera sportowa
Wychowanek Stali Mielec. W Superlidze zadebiutował 5 maja 2013 w wygranym meczu z Piotrkowianinem Piotrków Trybunalski (39:37), zaś pierwszego gola zdobył 7 września 2013 w spotkaniu z KPR-em Legionowo (33:24). W drugiej połowie 2013 przebywał na wypożyczeniu w Wiśle Sandomierz, w której barwach rozegrał w II lidze siedem meczów i rzucił 27 bramek. Z wypożyczenia wrócił w grudniu 2013, bowiem kontuzji doznał podstawowy obrotowy Stali, Antonio Pribanić. W sezonach 2013/2014, 2014/2015 i 2015/2016 rozegrał w Superlidze 39 meczów i zdobył 51 goli. Od lutego do listopada 2015 pauzował z powodu kontuzji kolana.
W 2016 zaczął regularnie występować i zdobywać gole w Superlidze. W sezonie 2016/2017 rozegrał 33 mecze i rzucił 96 bramek. W sezonie 2017/2018 wystąpił w 28 spotkaniach, w których zdobył 100 goli, a ponadto dwukrotnie został wybrany do najlepszej siódemki kolejki (w 21. i 29. serii spotkań). W sezonie 2018/2019, w którym rozegrał 38 meczów i rzucił 147 bramek, zajął 7. miejsce w klasyfikacji najlepszych strzelców Superligi.
W 2015 wraz z reprezentacją Polski U-21 uczestniczył w turnieju eliminacyjnym do mistrzostw świata U-21 w Brazylii, podczas którego rozegrał trzy mecze i zdobył 11 goli. W 2016 zadebiutował w reprezentacji Polski B. W 2018 uczestniczył w akademickich mistrzostwach świata w Chorwacji (8. miejsce).

## Życie prywatne
Jest synem Marioli, nauczycielki fizyki i Tadeusza, elektryka. Mieszka w Chrząstowie.

## Osiągnięcia
Indywidualne
- 7. miejsce w klasyfikacji najlepszych strzelców Superligi: 2018/2019 (147 bramek, Stal Mielec)[6]

## Statystyki w Superlidze
| Klub                            | Sezon     | Superliga | Superliga | Superliga |
| Klub                            | Sezon     | M         | B         | Śr.       |
| ------------------------------- | --------- | --------- | --------- | --------- |
| Stal Mielec                     | 2012/2013 | 1         | 0         | 0         |
| Stal Mielec                     | 2013/2014 | 10        | 9         | 0,9       |
| Stal Mielec                     | 2014/2015 | 12        | 12        | 1         |
| Stal Mielec                     | 2015/2016 | 17        | 30        | 1,8       |
| Stal Mielec                     | 2016/2017 | 33        | 96        | 2,9       |
| Stal Mielec                     | 2017/2018 | 28        | 100       | 3,6       |
| Stal Mielec                     | 2018/2019 | 38        | 147       | 3,9       |
| Stal Mielec                     | Razem     | 139       | 394       | 2,8       |
| Stan na koniec sezonu 2018/2019 |           |           |           |           |